# Келково
Келково (пол. Kiełkowo) — село в Польщі, у гміні Седлець Вольштинського повіту Великопольського воєводства.
Населення — 268 осіб (2011).
У 1975-1998 роках село належало до Зеленоґурського воєводства.

## Демографія
Демографічна структура станом на 31 березня 2011 року:
|          | Загалом | Допрацездатний вік | Працездатний вік | Постпрацездатний вік |
| -------- | ------- | ------------------ | ---------------- | -------------------- |
| Чоловіки | 144     | 36                 | 94               | 14                   |
| Жінки    | 124     | 21                 | 74               | 29                   |
| Разом    | 268     | 57                 | 168              | 43                   |